# Chippenham
Chippenham este un oraș în comitatul Wiltshire, regiunea South West, Anglia. Orașul se află în districtul North Wiltshire a cărui reședință este.